# Jordlignende planet
En jordlignende planet er et himmellegeme (planet eller måne) som har naturforhold, der minder om Jordens og som dermed kan indebære en mulighed for at finde udenjordisk liv. Jordlignende planeter er klippeplaneter og findes i den beboelige zone hvor der hverken er for varmt eller for koldt til at liv kan forekomme.
| Astronomi | Spire Denne artikel om astronomi er en spire som bør udbygges. Du er velkommen til at hjælpe Wikipedia ved at udvide den. |